# Marga Meusel

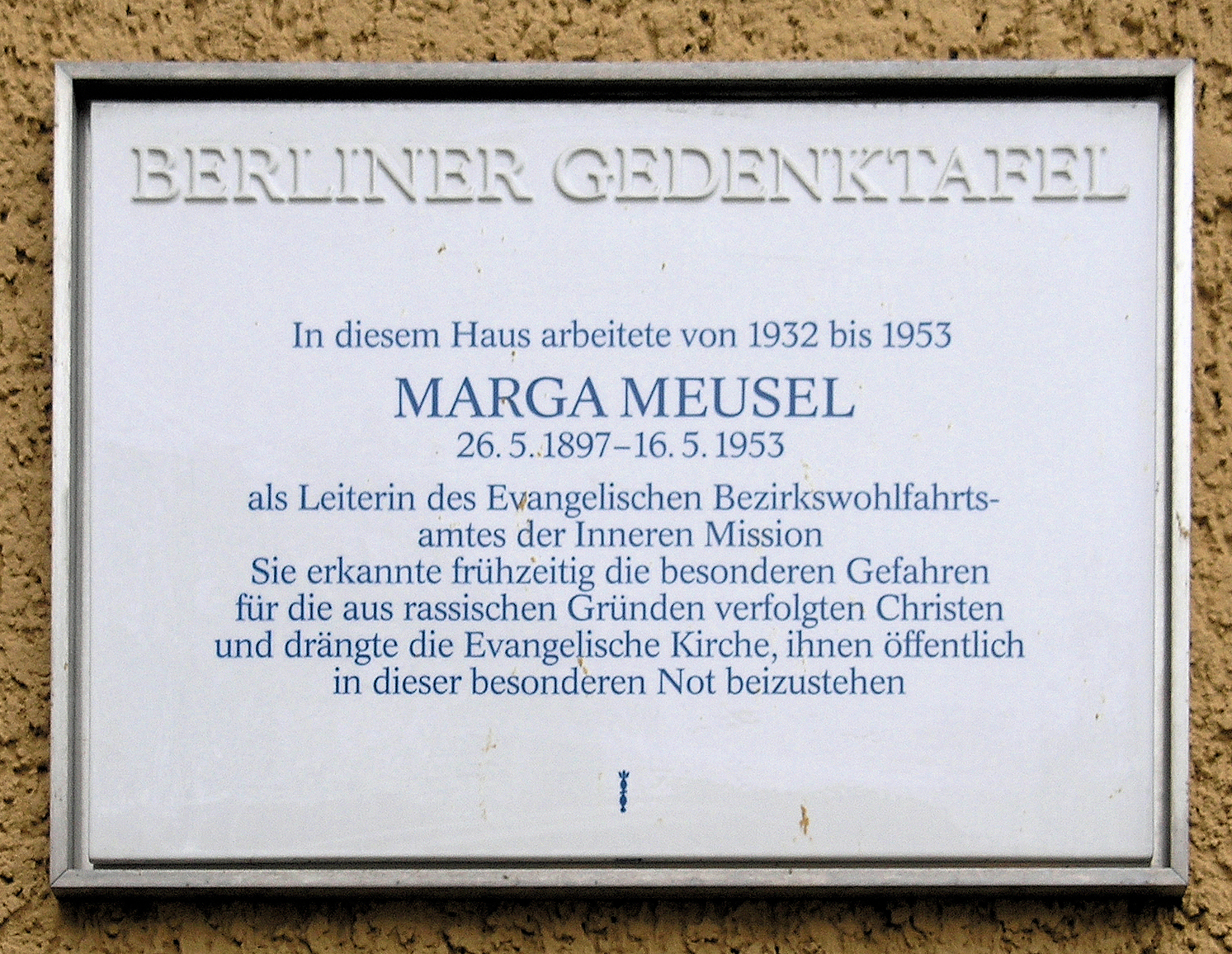
Gedenktafel für Marga Meusel am Haus Teltower Damm 4/8, Berlin-Zehlendorf, wo sie von 1932 bis 1953 wirkte

Margarete „Marga“ Meusel (* 26. Mai 1897 in Falkenberg O.S.; † 16. Mai 1953 in Berlin) war eine deutsche Sozialfürsorgerin und Mitglied der Bekennenden Kirche.

## Leben

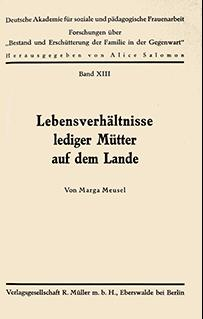
Eine von Marga Meusel im Auftrag der Frauenakademie durchgeführte Untersuchung

Meusel besuchte ab 1903 die Volksschule in Kattowitz und ab 1908 in Münsterberg die Übungsschule des evangelischen Lehrerseminars. Ab 1911 war sie im elterlichen Haushalt tätig. Von 1916 bis 1918 war sie als Bürohilfe am Amtsgericht Wohlau beschäftigt und danach in einer Rechtsanwaltskanzlei. Meusel beendete 1920 ihre Ausbildung am Lehrerseminar und absolvierte eine Ausbildung zur Krankenpflegerin, die sie 1921 in Breslau abschloss. Danach leitete sie ein Kinderheim in Michelsdorf, bis die Einrichtung kurze Zeit später aufgrund fehlender Finanzmittel geschlossen wurde, und wirkte dort anschließend als Gemeindeschwester. Meusel vertrat 1922 vorübergehend die Kreisfürsorgerin in Soest und absolvierte in Breslau einen Sonderlehrgang an der Sozialen Frauenschule. Nebenbei war sie in der Säuglingsfürsorge im Kreiswohlfahrtshaus „Gotteshilfe“ in Rothkretschau tätig. Sie bestand 1923 das Examen zur Wohlfahrtspflegerin mit dem Schwerpunkt Gesundheitspflege und war ab 1924 als Kreisfürsorgerin im Landkreis Hirschberg beschäftigt. Ab 1927 absolvierte Meusel einen einjährigen Kurs am Pestalozzi-Fröbel-Haus, den sie 1928 abschloss. Danach war sie Kreisfürsorgerin in Wohlau und ab 1929 in Soldin. Sie erwarb 1930 in Berlin-Schöneberg an der Deutschen Akademie für soziale und pädagogische Frauenarbeit eine Zusatzqualifikation, durch die sie die staatliche Anerkennung als Jugendpflegerin erhielt. Als Kreisfürsorgerin setzte sie sich für die Schaffung von Landkindergärten ein, um Verwahrlosungstendenzen von Kindern zu begegnen.

## Zeit des Nationalsozialismus
Von August 1932 bis zu ihrem Tod im Mai 1953 leitete Meusel im Berliner Bezirk Zehlendorf das Evangelische Bezirkswohlfahrtsamt, ab 1940 als Bezirksstelle der Inneren Mission bezeichnet. Ihr Vorgesetzter war Martin Niemöller, der dem Verwaltungsausschuss des Evangelischen Bezirkswohlfahrtsamtes nebenamtlich vorsaß. Meusel hielt Sprechstunden ab, in denen sie Menschen in sozialen Notlagen beriet und unterstützte. Nach der Machtübernahme durch die Nationalsozialisten suchten neben werdenden Müttern, Alkoholikern, Obdachlosen und Straffälligen auch aus rassischen Gründen verfolgte Christen ihre Sprechstunde auf, denen sie unter den widrigen Umständen der NS-Zeit half.
Um die große Zahl in Not geratener Christen jüdischer Herkunft besser unterstützen zu können, setzte sie sich mit ihrer Freundin Charlotte Friedenthal (1892–1973) über Superintendent Martin Albertz im Herbst 1934 bei Friedrich von Bodelschwingh für die Einrichtung einer Zentralen Beratungsstelle für Christen jüdischer Herkunft („Hilfsstelle für Nichtarier“) ein. Da Bodelschwingh sie hinhielt, beschlossen Albertz und Meusel, mit einer Denkschrift eine Diskussion auf der Bekenntnissynode der DEK im Juni 1935 über die in Not geratenen Christen jüdischer Herkunft anzustoßen. Im Mai 1935 erarbeitete Meusel daher die Denkschrift Über die Aufgaben der Bekennenden Kirche an den evangelischen Nichtariern. Diese Denkschrift wurde jedoch weder in Augsburg noch später beraten. Die 1935/36 in der Bekennenden Kirche anonym verbreitete Denkschrift Zur Lage der deutschen Nichtarier, als deren Verfasserin Meusel lange galt, wird heute Elisabeth Schmitz zugerechnet. Meusel wandte sich zudem 1935 und 1936 wenig erfolgreich in einer Umfrage an Diakonissen-Mutterhäuser des Kaiserwerthers Verbandes, um dort nicht-arische Schwesternschülerinnen unterzubringen.
Meusel begann daher im Stillen zu wirken und nahm von 1933 bis 1936 jüdische Fürsorgerinnen als Praktikanten auf. So wurde auch die als Jüdin verfolgte und aus ihrer Arbeitsstelle entlassene Angehörige der Bekennenden Kirche Charlotte Friedenthal ehrenamtlich Mitarbeiterin Meusels.

„Wenn man uns mal an die Karre fährt: Ich erwarte nicht, dass Sie uns rauspauken. Ich stehe für das, was ich tue, grade.“

Nach Beginn des Zweiten Weltkrieges nahm sie im April 1940 ihre Wahl in den Beirat des Büro Grüber nicht an, da sie bei Annahme dieses Amtes Schwierigkeiten mit dem Verwaltungsausschuss des Evangelischen Bezirkswohlfahrtsamtes befürchtete. Meusel vermittelte ab 1941 Frauen, die von Deportationen in Vernichtungslager bedroht waren, in sichere Unterkünfte. Im März 1943 wurde Meusel aufgrund regimekritischer Äußerungen denunziert. Superintendent Max Diestel gelang es jedoch, dass die Denunziantin ihre Aussage widerrief.

## Nach Kriegsende
Nach der Befreiung vom Nationalsozialismus war Meusel auch in der Flüchtlingshilfe und der Bahnhofsmission tätig.

„Fräulein Meusel [hat] durch ihre bedingungslose Einsatzbereitschaft und ihren auf ihre persönliche Sicherheit keine Rücksicht nehmenden Mut die Arbeit ihrer Bezirksstelle während des Krieges in Bahnen geleitet, die ungewöhnlich waren. Sie hat ihre beratende und tätige Fürsorge vor allem in den Dienst derjenigen gestellt, die durch den Nationalsozialismus verfolgt wurden. Insbesondere hat sie sich solcher christlichen und jüdischen Nichtarier und sogenannter Mischlinge angenommen, die durch die gesetzlichen und ungesetzlichen Maßnahmen des Dritten Reiches bedrängt und in Gefahr geraten waren. Sie hat sich darüber hinaus in einer sehr erheblichen Zahl von Fällen darum bemüht, Nichtarier zu decken, unterzubringen, mit Lebensmitteln und Ausweispapieren zu versorgen, die sich dem Zugriff der Gestapo entzogen hatten und gezwungen waren, ein illegales Leben zu führen. Sie hat niemals danach gefragt, welche Gefahr sie selbst hierbei lief. Ihrer Hilfe ist es zu verdanken, wenn eine Reihe von Menschen vor dem Tode bewahrt geblieben sind.“

Durch die Anstrengungen während der Zeit des Nationalsozialismus war Meusel jedoch körperlich sowie seelisch überanstrengt und krank. Sie fühlte sich ihren Aufgaben nicht mehr gewachsen und suchte erfolglos nach einer anderen Beschäftigung. Sie litt an Hirnatrophie und starb in einer Klinik in Berlin-Nikolassee an einem Schlaganfall. Ihre letzte Anschrift war der Laehr'sche Jagdweg 41 in Berlin-Zehlendorf.

## Ehrungen

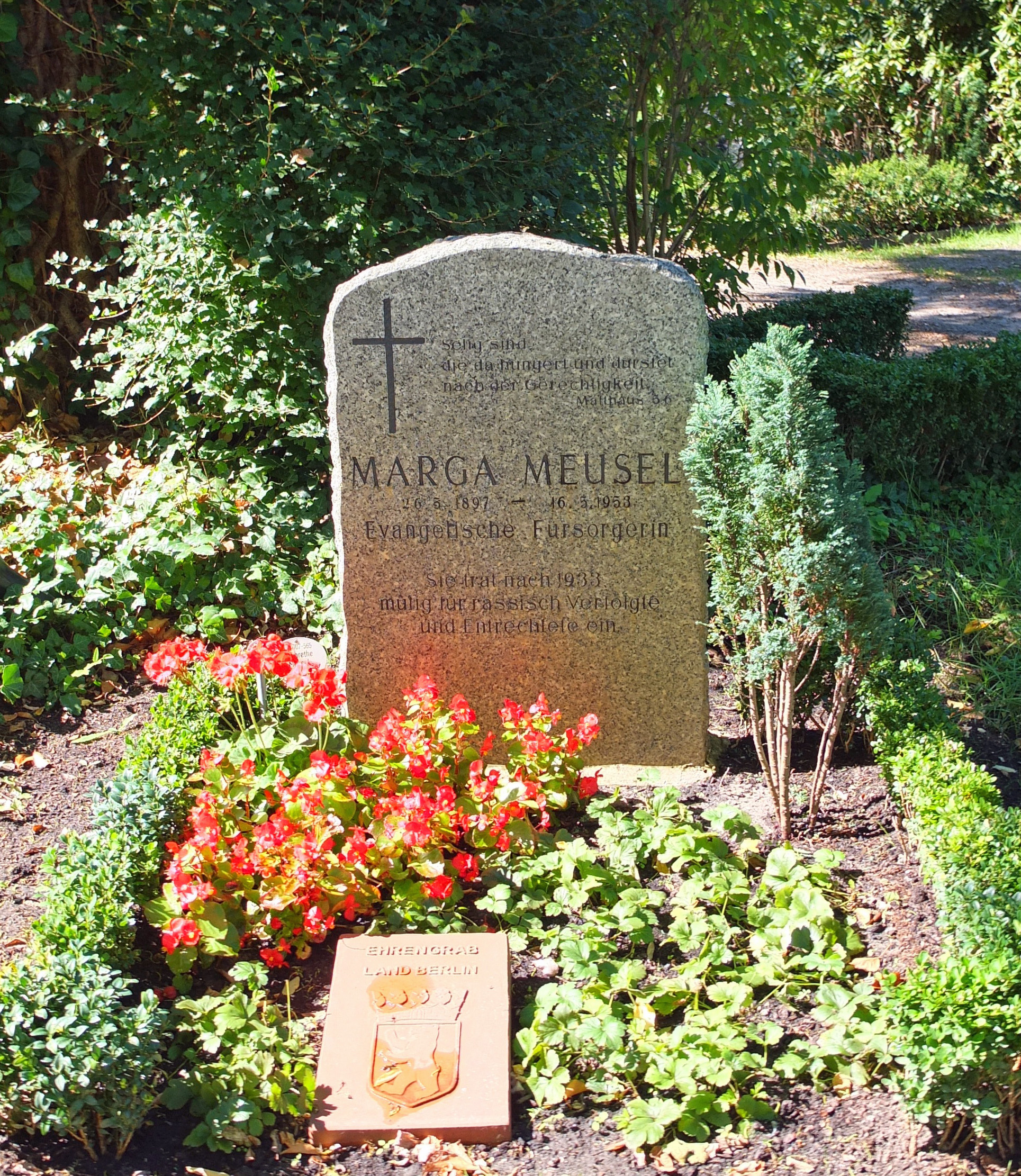
Grabstätte

Meusel ruht in einer ehrenhalber gewidmeten Grabstelle auf dem Friedhof Zehlendorf in Berlin. Ihr Grabstein trägt die Aufschrift: „Sie trat nach 1933 mutig für rassisch Verfolgte und Entrechtete ein“.
Meusel wurde 2006 posthum von Yad Vashem als Gerechte unter den Völkern für ihren selbstlosen Einsatz für rassisch verfolgte Menschen ausgezeichnet. Am 30. August 2011 wurde eine bis dahin namenlose Grünanlage in Berlin-Zehlendorf in Marga-Meusel-Platz benannt. An ihrer ehemaligen Wirkungsstätte am Teltower Damm 4 befindet sich ihr zur Ehrung eine Gedenktafel. In Datteln führt die Marga-Meusel-Straße ihren Namen. Ebenso wurde das Gemeindehaus der evangelischen Kirchengemeinde in Weiterstadt bei Darmstadt nach ihr benannt.

## Schriften (Auswahl)
- Turnkursus im Jugendhof Hassitz, in: Soziale Berufsarbeit 1929/H. 5/&, S. 48–49
- Lebensverhältnisse lediger Mütter auf dem Lande, Eberswalde 1933
- Georg Müller. Ein Vater der Waisen, in: Christliche Kinderpflege 1936/H. 9, S. 252–258